# Campionato europeo dei piccoli stati femminile di pallavolo 2024
Il campionato europeo dei piccoli stati femminile di pallavolo 2024 si è svolto dal 31 maggio al 2 giugno 2024 a Serravalle, a San Marino: al torneo hanno partecipato quattro squadre nazionali europee dei piccoli stati e la vittoria finale è andata per la seconda volta alla Scozia.

## Impianti
|                                                              |  |  |
|                                                              |  |  |
| PalaCasadei Città: Serravalle Capienza: - Anno d'apertura: - |  |  |

## Regolamento

### Formula
La formula ha previsto un girone all'italiana.

### Criteri di classifica
Se il risultato finale è stato di 3-0 o 3-1 sono stati assegnati 3 punti alla squadra vincente e 0 a quella sconfitta, se il risultato finale è stato di 3-2 sono stati assegnati 2 punti alla squadra vincente e 1 a quella sconfitta.
L'ordine del posizionamento in classifica è stato definito in base a:
- Numero di partite vinte;
- Punti;
- Ratio dei set vinti/persi;
- Ratio dei punti realizzati/subiti;
- Risultati degli scontri diretti.

## Squadre partecipanti
| Squadra          | Qualificazione      | Ultima partecipazione |
| ---------------- | ------------------- | --------------------- |
| Irlanda          | Wild card           | Lussemburgo 2023      |
| Irlanda del Nord | Wild card           | Lussemburgo 2023      |
| San Marino       | Paese organizzatore | Malta 2022            |
| Scozia           | Wild card           | Lussemburgo 2023      |

## Torneo

### Risultati
| 31 maggio 2024 PalaCasadei, Serravalle Durata: 1h:50 - Spettatori: ? | Scozia           | 3 - 1 | Irlanda          | 25-9, 21-25, 25-23, 25-17         |
| 31 maggio 2024 PalaCasadei, Serravalle Durata: 1h:16 - Spettatori: ? | San Marino       | 3 - 0 | Irlanda del Nord | 25-12, 25-15, 25-23               |
| 1º giugno 2024 PalaCasadei, Serravalle Durata: 1h:07 - Spettatori: ? | Irlanda del Nord | 0 - 3 | Scozia           | 14-25, 13-25, 19-25               |
| 1º giugno 2024 PalaCasadei, Serravalle Durata: 1h:13 - Spettatori: ? | San Marino       | 3 - 0 | Irlanda          | 25-16, 25-13, 25-13               |
| 2 giugno 2024 PalaCasadei, Serravalle Durata: 1h:29 - Spettatori: ?  | Irlanda          | 3 - 2 | Irlanda del Nord | 23-25, 25-18, 23-25, 25-23, 15-12 |
| 2 giugno 2024 PalaCasadei, Serravalle Durata: 1h:26 - Spettatori: ?  | San Marino       | 0 - 3 | Scozia           | 20-25, 16-25, 28-30               |

### Classifica
| Pos. | Squadra          | Pt | G | V | P | SV | SP | Ratio | PF  | PS  | Ratio |
| ---- | ---------------- | -- | - | - | - | -- | -- | ----- | --- | --- | ----- |
| 1.   | Scozia           | 9  | 3 | 3 | 0 | 9  | 1  | 9,000 | 251 | 184 | 1,364 |
| 2.   | San Marino       | 6  | 3 | 2 | 1 | 6  | 3  | 2,000 | 214 | 172 | 1,244 |
| 3.   | Irlanda          | 2  | 3 | 1 | 2 | 4  | 8  | 0,500 | 227 | 274 | 0,828 |
| 4.   | Irlanda del Nord | 1  | 3 | 0 | 3 | 2  | 9  | 0,222 | 199 | 261 | 0,762 |

## Classifica finale
| Pos     | Squadra          | Rosa |
| ------- | ---------------- | --- |
| Oro     | Scozia           | Formazione: 1 Burns, 2 Ranklin, 3 Crusey, 4 Murray, 5 Wroblewska, 6 McReady, 7 Muñoz, 8 Waldie, 9 Richardson, 10 Gill, 11 Fraser, 12 Waldie, 14 Fowler, CT: Traylor                               |
| Argento | San Marino       | Formazione: 3 Muccioli, 4 Ghianelli, 5 Guerra, 6 Menicucci, 8 Vaselli, 10 Rossi, 11 Pasolini, 12 Pedrelli, 13 Casadei, 14 Ricciotti, 15 Lazzari, 18 Magalotti, 20 Tura, 28 Stefanelli, CT: Lucchi |
| Bronzo  | Irlanda          | Formazione: Sweeney, Halpin, Quinlivan-Nolan, Byrne, Frazell, Ní Riordáin, Jones, Gomes, O'Sullivan, Donaghy, Roantree, Moloney, CT: Delahunty                                                    |
| 4       | Irlanda del Nord | Formazione: 1 Cuthbert, 2 Kirkpatrick, 4 McBurney, 5 Oliver, 6 O'Reilly, 8 Allen, 9 Calvin, 10 Scott, 12 Dowey, 13 Mairs, 14 Mooney, 15 McCarroll, CT: Krol                                       |

## Premi individuali
| Premio                 | Nome           | Squadra    |
| ---------------------- | -------------- | ---------- |
| MVP                    | Alexis Crusey  | Scozia     |
| Miglior palleggiatrice | Emma Waldie    | Scozia     |
| Miglior opposto        | Federica Tura  | San Marino |
| Miglior schiacciatrice | Shona Fraser   | Scozia     |
| Miglior centrale       | Sylwia Gomes   | Irlanda    |
| Miglior libero         | Alice Pasolini | San Marino |